# Yamaguchi Kayō
Yamaguchi Kayō (japanisch 山口 華楊, eigentlicher Name Yamaguchi Yonejirō (山口 米次郎); geb. 3. Oktober 1899 in Kyōto, gest. 16. März 1984) war ein japanischer Maler im Nihonga-Stil.

## Leben und Wirken
Yamaguchi wurde in Kyōto geboren. 1912, also mit dreizehn Jahren, wurde er dort Schüler von Nishimura Goun (西村 五雲; 1877–1938).
1914 stellte er ein Bild auf einer Ausstellung der Kyōto Art Society (京都美術協会, Kyōto bijutsu kyōkai) aus. 1916 trat er in die „Städtische Schule für Malerei“ (京都市立絵画専門学校, Kyōto shiritsu kaiga semmon gakkō) ein. Im selben Jahr wurde Yamaguchi auf der 10. Bunten ausgezeichnet, und das geschah auf der 12. Ausstellung wieder.
Nach Abschluss der Ausbildung wurde Yamaguchi Schüler von Takeuchi Seihō und stellte auf der Nachfolgeeinrichtung der Bunten, der Teikoku bijutsu tenrankai, abgekürzt Teiten wiederholt aus. – Von 1927 an stellte Yamaguchi auch auf den Ausstellungen der Shinshō-sha (新湘社) aus, die von Gouns Schülern organisiert wurde. – In Deutschland war er 1931 auf der Ausstellung japanischer Malerei in Berlin zu sehen.
1936 wurde Yamaguchi Assistenzprofessor an seiner Kunsthochschule, einen Position, die er bis 1949 innehatte. Nach dem Krieg stellte er Tierbilder auf der Nachfolgeeinrichtung der Teiten, der Nihon bijutsu tenrankai, abgekürzt Nitten aus. Seine Tierbilder waren zwar realistisch gestaltet, sind aber mit psychologischer Feinheit gemalt.
1956 wurde Yamaguchi mit dem Preis der Japanischen Akademie der Künste ausgezeichnet und 1971 wurde er selbst Mitglied der Akademie. 1980 wurde er zur Person mit besonderen kulturellen Verdiensten ernannt und 1981 mit dem Kulturorden ausgezeichnet.
Repräsentative Werke sind „Westliche Hunde“ (洋犬図, Yōken-zu; 1937) im Nationalmuseum für moderne Kunst Tokio und „Pony“ (子馬, Kouma; 1952) im Museum der Akademie der Künste.